# Rafael Michelini
Rafael Michelini Delle Piane (né le 30 octobre 1958 à Montevideo, Uruguay) est sénateur uruguayen, membre du Front large. Fils du sénateur Zelmar Michelini, assassiné en 1976, il commença sa carrière politique lors de la transition démocratique, d'abord sur la liste 99 (Pour le gouvernement du peuple) fondé par son père. Membre par la suite du Nouvel Espace, il fut élu député en 1989, puis sénateur en 1994, et réélu jusqu'à aujourd'hui.

## Biographie
Il est le fils du sénateur Zelmar Michelini, assassiné en mai 1976 dans le cadre de l'opération Condor, et d'Elisa Delle Piane. Aux élections de 1984, qui conduisirent à la fin de la dictature, il fut élu conseiller dans le département de Montevideo sur la liste 99 (Pour le gouvernement du peuple), fondée par son père, qui faisait partie du Front large. Cinq ans plus tard, il suit Hugo Batalla, qui, à la tête de la liste 99, se sépare du Front large pour créer le Nouvel Espace (centriste), qui appuie la candidature de Batalla aux élections de 1989. Michelini fut élu député lors de ces élections.
En 1994, il s'opposa à l'alliance entre Batalla et le Parti colorado, par laquelle Batalla obtenait d'être colistier de Julio María Sanguinetti à la présidentielle, obtenant ainsi la vice-présidence. Michelini reste donc indépendant, alors que la liste 99 se scinde, et se présente deux fois de suite à la présidence en tant que candidat du Nouvel Espace. Il reçoit 5,16 % des votes aux élections de 1994, puis 4,56 % aux élections de 1999, mais réussit à chaque fois à être élu sénateur.
En 2004, le Nouvel Espace intègre à nouveau le Front large, d'abord en s'alliant avec lui en 2004 (créant l'Encuentro Progresista-Frente Amplio-Nueva Mayoría) puis, après le succès de cette formule ayant mené Tabaré Vázquez à la présidence, en intégrant complètement la structure du Front large. Certains, dont Pablo Mieres, refusèrent de le suivre, et fondèrent alors le Parti indépendant, lequel prétend occuper le centre entre le Front large et les deux partis traditionnels, blanco et colorado.
Michelini est quant à lui élu sénateur, et réélu en 2009, étant placé troisième sur les listes sénatoriales du Front Líber Seregni (aile centriste du Front large), dirigé par Danilo Astori. Son frère, Felipe, élu trois fois député, est sous-secrétaire de l'Éducation et de la Culture du gouvernement Vázquez (2005-2010).

## Source
- (es) Cet article est partiellement ou en totalité issu de l’article de Wikipédia en espagnol intitulé « Rafael Michelini » (voir la liste des auteurs).